# Regroupement familial
Le regroupement familial est un motif d'immigration reconnu dans de nombreux pays, selon lequel la présence d'un ou de plusieurs membres de la famille dans un certain pays permet au reste de la famille divisée ou à certains membres de la famille seulement d'immigrer légalement dans ce pays.

## Contexte
- Si vous ne connaissez pas le sujet, laissez ce bandeau (vous pouvez alors contacter les auteurs).
- Si vous supprimez le contenu mis en cause (vous pouvez préalablement contacter les auteurs),

argumentez précisément cette suppression dans la page de discussion
(un manque de référence n'est pas un argument ; une recherche réelle de référence doit avoir été effectuée, être formellement documentée).
Dans les années 1880, l'expression « regroupement familial » a pu désigner la volonté des familles de se réunir. En 1917, l'expression peut être utilisée pour désigner la cohabitation avec les parents, qui est alors vue comme pouvant réduire l'émancipation des femmes. En 1926, la notion de regroupement familial désigne simplement la capacité de conjoints à se retrouver ensemble et à pouvoir veiller sur leurs enfants.
En 1938, le Cercle amical italien se fixe comme objectif le regroupement de tous les italiens résidant en France. En septembre 1939, une organisation, nommée « le Regroupement familial », est fondée à Paris par l'« Union féminine civique et sociale » et par la fédération des associations des familles nombreuses,.
Le regroupement familial est considéré en 1940 comme une raison sérieuse pour autoriser un réfugié de changer de domicile,,. En 1941, le fichier central de Lyon a permis de répondre à 300 000 demandes. En 1943, il est question d'étendre le regroupement familial aux neveux.
À la sortie de la Seconde Guerre mondiale, des fiches sont mises en place pour atteindre un objectif de regroupement familial[source insuffisante]. Dans les années 1960, la notion de regroupement familial reste une valeur suffisamment importante pour concentrer les vacances sur la période du mois d’août[source insuffisante].
En 1961, la notion de regroupement familial est vue comme un critère de choix géographique pour les immigrés. En 1970, la notion de regroupement familial permet d'introduire en France ou de régulariser des mineurs.
L'expression « regroupement familial » a également été utilisée dans d'autres contextes, comme pour décrire l'assemblage d'héritages en vue d'éviter la dispersion des terres, ou ce qui s'est passé en Australie[pas clair].

## Législation dans le monde

### Droit américain
Le droit américain permet aux citoyens des États-Unis de « parrainer » un membre de sa famille (introduire une demande d’autorisation de regroupement) sous sa propre responsabilité financière. Un ressortissant étranger autorisé ne peut parrainer que son conjoint et ses enfants. Dans les deux cas, un nombre de conditions s’appliquent.

### Droit autrichien
La loi autrichienne autorise le regroupement familial pour les conjoints et enfants mineurs célibataires (y compris les beaux-enfants et les enfants adoptifs). Le ressortissant étranger à l'origine de la demande de regroupement doit avoir au moins 21 ans, disposer de ressources financières suffisantes (un salaire supérieur à 1 217 € pour une personne seule), ne pas bénéficier d'allocations sociales et avoir souscrit à une mutuelle santé. La loi exige également que le conjoint étranger possède un niveau basique (A1) de connaissance de la langue allemande.
En 2022, l'Autriche a accordé 17 369 premiers titres de séjour pour motif familial soit 31,43% du total des premiers titres de séjour délivrés.

### Droit belge
En Belgique, une proposition de loi sur le regroupement familial a été adoptée par la Chambre le 26 mai 2011,.
Elle modifie la loi du 15 décembre 1980 portant sur l'accès au territoire, le séjour, l'établissement et l'éloignement des étrangers. Elle a été publiée au Moniteur belge le 12 septembre 2011 et est entrée en vigueur le 22 septembre.
En mars 2012, six associations introduisent un recours en annulation de la loi auprès de la Cour constitutionnelle pour atteinte au droit fondamental pour tous à vivre en famille et pour dispositions clairement discriminatoires.

### Droit brésilien
Pays d'immigration, le Brésil a adopté une conception large du regroupement familial. Ainsi, le ressortissant étranger, résidant permanent au Brésil, peut demander à faire venir: un conjoint, un enfant, un ascendant direct, un descendant au 2nd degré, un ascendant au 2nd degré, un frère ou une sœur.

### Droit canadien
En droit canadien, la Loi sur l'immigration et la protection des réfugiés autorise le regroupement familial d'immigrants. En particulier, l'article 12 (1) de la Loi dispose que : « la sélection des étrangers de la catégorie  regroupement familial se fait en fonction de la relation qu’ils ont avec un citoyen canadien ou un résident permanent, à titre d’époux, de conjoint de fait, d’enfant ou de père ou mère ou à titre d’autre membre de la famille prévu par règlement ».

### Droit chilien
La loi chilienne permet aux résidents permanents étrangers de bénéficier du regroupement familial. Les membres de la famille concernés sont: le conjoint marié ou ayant formé une union civile avec le demandeur, les enfants mineurs, les enfants célibataires de 18 à 24 ans qui poursuivent des études, les enfants en situation de handicap ainsi que les ascendants.

### Droit danois
Au Danemark, la loi prévoit que l'étranger qui souhaite faire venir un membre de sa famille doit remplir un certain nombre de conditions. Ainsi, le ressortissant étranger à l'origine de la demande de regroupement doit avoir au moins 24 ans, avoir des ressources financières suffisantes et ne pas avoir perçu de prestations sociales au titre de l'aide au retour à l'emploi ou de l'aide à l'intégration des étrangers pendant l'année qui précède la demande de regroupement. Pour les enfants, seuls les mineurs de moins de 15 ans peuvent bénéficier des dispositions sur le regroupement familial, à condition que le parent qui vit au Danemark dispose de l'autorité parentale sur eux. Enfin, l'étranger à l'origine du regroupement doit posséder un titre de séjour d'une durée illimitée depuis au moins 3 ans. Or, un tel titre ne peut être obtenu qu'après un séjour régulier de 5 ans.
En 2022, l'immigration familiale a représenté 27,77% des premiers titres de séjour délivrés par les autorités danoises. Un pourcentage légèrement inférieur à celui de la France (29,68%), des Pays-Bas (33,43%) et de l'Allemagne (34,97%).

### Droit émirati
Aux Émirats Arabes Unis, la loi autorise le résident étranger, titulaire d'un permis de séjour valide, à demander le regroupement familial sous certaines conditions. Le demandeur doit avoir un salaire supérieur à 4 000 AED (environ 1 000 €). Les membres de sa famille pouvant bénéficier du regroupement sont : l'épouse, les enfants ou les ascendants. Pour les enfants, aucune condition d'âge n'est exigée pour les filles célibataires. En revanche, pour les garçons, le ressortissant étranger ne peut faire venir que ses fils de moins de 25 ans (cette condition d'âge est levée si le fils est en situation de handicap). Concernant les ascendants, le ressortissant étranger doit établir une demande commune à ses deux parents (sauf en cas de divorce ou de veuvage), prouver que personne d'autre ne peut s'en occuper dans leur pays d'origine et payer une caution équivalente à un séjour d'une année (environ 20 000 AED soit 5 000 €).

### Droit espagnol
Tout citoyen étranger résidant en Espagne avec son permis de séjour renouvelé peut prétendre à faire venir dans le pays les membres de sa famille à l'étranger. En 2015, une modification est introduite pour inclure un plus grand nombre de membres de la famille pouvant bénéficier du regroupement familial. Ainsi, contrairement à la France, l'Espagne a étendu ce droit aux ascendants (parents et beaux-parents) du ressortissant étranger.
Des conditions de délai de séjour (au moins 1 an), de superficie du logement et de ressources financières doivent être réunies par le demandeur. La procédure du regroupement familial est régie par la loi espagnole d’immigration Ley 4/2000 et par le Decreto-Ley 557/2011. Toutefois, si le demandeur est membre d’un pays de l’UE, la procédure est régie par le Real Decreto 240/2017.
En 2022, l'immigration familiale a représenté 37,4% de premiers titres de séjour délivrés par les autorités espagnoles. Un pourcentage supérieur à celui de l'Allemagne (34,97%) et de la France (29,68%) mais inférieur à celui de la Suède (42,65%) et de l'Italie (38,86%).

### Droit européen

#### Droit de l'Union européenne
La directive 2003/86/CE du 22 septembre 2003 pose les règles minimales pour les États membres concernant le regroupement familial.
La directive précise à l'article 8 que l'État doit permettre à un étranger séjournant sur le territoire national de faire venir son conjoint et ses enfants mineurs au plus tôt dans les deux ans qui suivent son arrivée. S'il existait avant la directive d'autres dispositions, ce délai peut être repoussé à 3 ans.

#### Droit issu de la Convention européenne des droits de l'homme
Le droit de vivre en famille est un droit fondamental, consacré en 1953 par l’article 8 de la Convention européenne de sauvegarde des droits de l’homme et des libertés fondamentales.

### Droit français
En France, le regroupement familial  est la possibilité donnée à un ressortissant étranger en situation régulière (titulaire d'un titre de séjour), sous certaines conditions de ressources, d'être rejoint par des membres de sa famille (conjoint, enfants mineurs…). Ce droit a été confirmé par le Conseil d’État en 1978. Le regroupement ne doit pas être confondu avec la réunification familiale, qui concerne les personnes réfugiées ou bénéficiant de la protection subsidiaire, et qui est autorisée sans condition.

### Droit suisse
En Suisse, selon votre nationalité et votre titre de séjour, la regroupement familial peut constituer un droit ou une possibilité laissée à l’appréciation des autorités. Le permis C donne droit au regroupement familial contrairement au permis B. Le ressortissant d'un pays tiers à l'UE/AELE, peut faire venir en Suisse son conjoint ou ses enfants célibataires de moins de 18 ans. Comme en France, des conditions de délais de séjour, de taille du logement et de ressources financières doivent être réunies par le demandeur.

### Droit turc
En Turquie, les ressortissants étrangers ayant obtenu un permis (titre) de séjour, et sous certaines conditions de ressources, ont la possibilité d’effectuer une demande de regroupement familial pour faire venir sur le sol turc leur conjoint et leurs enfants mineurs (moins de 18 ans). En cas d'acceptation de la demande, les membres de la famille du ressortissant étranger obtiennent un titre de séjour accompagnateur.

## Statistiques
Au sein de l'Union européenne, Eurostat, l'organisme chargé de l'information statistique, publie régulièrement les chiffres de l'immigration familiale.
| Pays       | Total des premiers titres de séjour (tous motifs confondus) | Part de l'immigration familiale dans l'ensemble des premiers titres de séjour | Nombre de premiers titres de séjour pour motif familial | dont nombre des premiers titres de séjour délivrés pour rejoindre un ressortissant de nationalité hors UE |
| ---------- | ----------------------------------------------------------- | ----------------------------------------------------------------------------- | ------------------------------------------------------- | --- |
| Allemagne  | 538 690                                                     | 34,97%                                                                        | 188 367                                                 | 129 603                                                                                                   |
| Autriche   | 55 258                                                      | 31,43%                                                                        | 17 369                                                  | 6 702 |
| Belgique   | 68 522                                                      | 48,62%                                                                        | 33 313                                                  | 17 889 |
| Bulgarie   | 15 839                                                      | 33,75%                                                                        | 5 345                                                   | 2 670 |
| Chypre     | 38 917                                                      | 21,51%                                                                        | 8 371                                                   | 6 832 |
| Croatie    | 57 330                                                      | 4,73%                                                                         | 2 710                                                   | 1 406 |
| Danemark   | 40 467                                                      | 27,77%                                                                        | 11 236                                                  | 9 535 |
| Espagne    | 466 712                                                     | 37,4%                                                                         | 174 532                                                 | 97 313 |
| Estonie    | 8 425                                                       | 37%                                                                           | 3 117                                                   | 2 149 |
| Finlande   | 49 774                                                      | 34,61%                                                                        | 17 228                                                  | 12 983 |
| France     | 326 948                                                     | 29,68%                                                                        | 97 038                                                  | 46 735 *                                                                                                  |
| Grèce      | 35 391                                                      | 45,03%                                                                        | 15 935                                                  | 13 071 |
| Hongrie    | 57 286                                                      | 9,57%                                                                         | 5 485                                                   | 4 521 |
| Irelande   | 85 793                                                      | 4,66%                                                                         | 3 997                                                   | 557 |
| Italie     | 337 788                                                     | 38,86%                                                                        | 131 275                                                 | 113 806                                                                                                   |
| Lettonie   | 8 790                                                       | 25,08%                                                                        | 2 203                                                   | 1 631 |
| Lituanie   | 31 232                                                      | 7,9%                                                                          | 2 468                                                   | 2 418 |
| Luxembourg | 9 245                                                       | 45,22%                                                                        | 4 181                                                   | 2 978 |
| Malte      | 37 851                                                      | 7,11%                                                                         | 2 693                                                   | 1 989 |
| Norvège    | 28 145                                                      | 41,99%                                                                        | 11 817                                                  | 8 082 |
| Pays-Bas   | 137 200                                                     | 33,43%                                                                        | 45 870                                                  | 34 900 |
| Pologne    | 700 264                                                     | 2,71%                                                                         | 19 004                                                  | 15 024 |
| Portugal   | 108 684                                                     | 35,52%                                                                        | 38 602                                                  | 28 516 |
| R.Tchèque  | 53 809                                                      | 26,48%                                                                        | 14 250                                                  | 12 703 |
| Roumanie   | 42 207                                                      | 10,01%                                                                        | 4 224                                                   | 1 289 |
| Slovaquie  | 27 441                                                      | 14,8%                                                                         | 4 062                                                   | 3 348 |
| Slovénie   | 32 781                                                      | 22,88%                                                                        | 7 499                                                   | 6 519 |
| Suède      | 84 788                                                      | 42,65%                                                                        | 36 165                                                  | 33 638 |
| Suisse     | 49 257                                                      | 41,13%                                                                        | 20 258                                                  | 13 612 |

*Chiffre 2019: 46 735 sur un total de 98 174 premiers titres de séjour pour motif familial

## Documents
- « Le regroupement familial : 5e édition ⋅ GISTI », sur www.gisti.org (consulté en février 2023)